# Eilean Mòr, Dunbeg
Eilean Mòr är en obebodd ö i Argyll and Bute, Skottland. Ön är belägen 1,5 km från Dunbeg.